# Dendronephthya cocosiensis
Dendronephthya cocosiensis is een zachte koraalsoort uit de familie Nephtheidae. De koraalsoort komt uit het geslacht Dendronephthya. Dendronephthya cocosiensis werd in 1909 voor het eerst wetenschappelijk beschreven door Henderson. 